# Acid peroxomonosulfuric
Acidul peroxomonosulfuric (denumit și acid peroximonosulfuric sau acidul lui Caro) este un compus anorganic cu formula chimică H2SO5, fiind un oxoacid cu sulf. Pentru a respecta structura chimică, formula poate fi notată și HO–O–S(O)2–OH. Conține un atom de sulf cu stare de oxidare +6 și o grupă peroxid. Sărurile acestui acid se numesc peroxomonosulfați/peroximonosulfați și sunt utilizați industrial ca agenți oxidanți puternici. În sine, acidul este unul dintre cei mai puternici agenți oxidanți cunoscuți. 
Numele de acidului lui Caro provine de la chimistul german Heinrich Caro, care a descris acest acid în anul 1898.

## Obținere
La nivel de laborator, acidul lui Caro se poate prepara în urma reacției dintre acidul clorosulfonic și peroxidul de hidrogen:
{\displaystyle {\ce {ClSO3H + H2O2 <-> H2SO5 + HCl}}}
O altă metodă implică reacția dintre acid sulfuric și peroxid de hidrogen:
{\displaystyle {\ce {H2SO4 + H2O2 <-> H2SO5 + H2O}}}